# Sara Martins

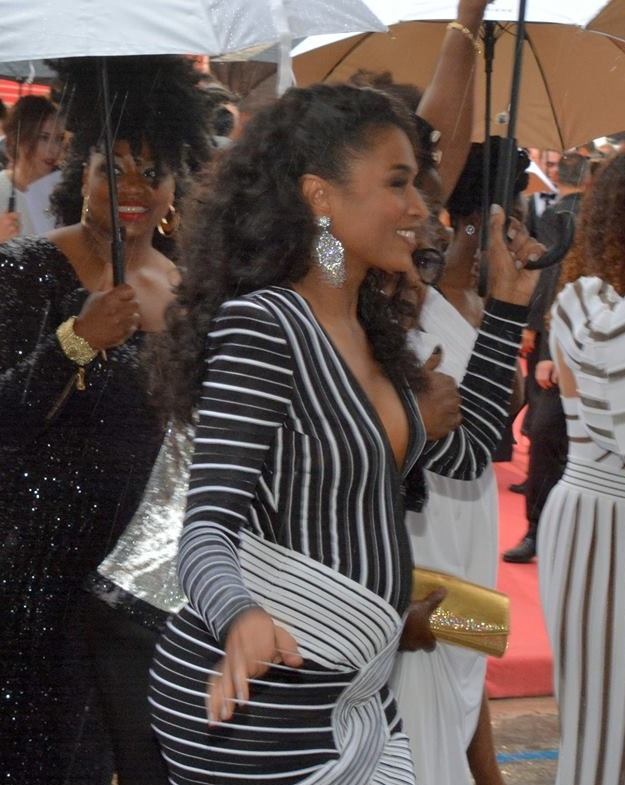
Sara Martins (2018)

Sara Martins (* 19. August 1977 in Faro, Portugal) ist eine französische Schauspielerin.

## Leben
Sara Martins’ Vorfahren stammen von den kapverdischen Inseln. Sie wurde in Portugal geboren. Ihre Ausbildung schloss sie an der École de Théâtre – Les Enfants Terribles in Paris und dem Nationalen Konservatorium für dramatische Künste ab und gab im Jahre 2001 unter der Leitung von Roger Planchon ihr Debüt bei der französischen Krimiserie Maigret.

## Karriere
Martins ist in Frankreich für ihre verschiedenen Rollen im Fernsehen, in Kinofilmen und Theaterrollen bekannt. Im Jahr 2011 trat sie als Detective Sergeant Camille Bordey zunächst neben Ben Miller und später Kris Marshall in der britisch-französischen Fernsehserie  Death in Paradise auf, die auf Guadeloupe gedreht wurde. 2013 spielte sie die Ermittlerin Nora Abadie in der französischen Fernsehserie Détectives. Im Jahr 2023 spielte sie unter der Regie von Woody Allen in dem romantischen Thriller Ein Glücksfall.

## Filmografie
- 2001: Police district (Fernsehserie, eine Folge)
- 2001: Maigret (Fernsehserie, eine Folge)
- 2002: La ligne noire (Fernsehminiserie)
- 2003: Die Amateure (Les amateurs)
- 2003: Génération braqueurs
- 2003: Par amour (Fernsehfilm)
- 2004: Louis Page (Fernsehserie, eine Folge)
- 2004: Ne quittez pas!
- 2005: Avocats & associés (Fernsehserie, eine Folge)
- 2005: Bhaï bhaï (Kurzfilm)
- 2005: Das Geheimnis eines Kindes (Disparition, Fernsehminiserie)
- 2005: Danger Public
- 2005: Dans tes rêves
- 2006: Vögel des Himmels (Les oiseaux du ciel)
- 2006: Mer belle à agitée (Fernsehfilm)
- 2006: J’invente rien
- 2006: Enceinte jusqu’aux dents (Kurzfilm)
- 2006: Ambre, la réalisatrice
- 2006: Mes copines
- 2006: Paris, je t’aime
- 2006: Les bleus: premiers pas dans la police (Fernsehserie, eine Folge)
- 2006: Kein Sterbenswort (Ne le dis à personne)
- 2006: Les secrets du volcan (Fernsehminiserie, 4 Folgen)
- 2006–2007: P.J. (Fernsehserie, 8 Folgen)
- 2006–2009: Les tricheurs (Fernsehserie, 3 Folgen)
- 2007: Les mariées de l’isle Bourbon (Fernsehfilm)
- 2007: Autopsy (Fernsehfilm)
- 2007: Fragile(s)
- 2008: Merci, les enfants vont bien! (Fernsehserie, 4 Folgen)
- 2008: La veuve tatouée (Fernsehfilm)
- 2008: Belleville tour (Fernsehfilm)
- 2008: Ende eines Sommers (L’heure d’été)
- 2009: Pigalle, la nuit (Fernsehserie, 8 Folgen)
- 2009: Mensch
- 2009: Das Konzert (Le concert)
- 2009: Orpailleur
- 2010: Toi, moi, les autres
- 2010: Kleine wahre Lügen (Les petits mouchoirs)
- 2010: Un divorce de chien (Fernsehfilm)
- 2011: Insoupçonnable (Fernsehfilm)
- 2011: Signature (Fernsehserie, 5 Folgen)
- 2011: Duo Infernale – Zwei Profis ohne Plan (Le marquis)
- 2011: Last Blood (Kurzfilm)
- 2011: Profil non conforme (Kurzfilm)
- 2011–2015, 2021, 2024: Death in Paradise (Fernsehserie, 31 Folgen)
- 2012: Kommissar Caïn (Caïn, Fernsehserie, 1 Folge)
- 2013–2014: Détectives (Fernsehserie, 16 Folgen)
- 2015: American Odyssey (Fernsehserie, 3 Folgen)
- 2018: Father Brown (Folge: Die zwei Tode des Hercule Flambeau)
- 2018: Un mensonge oublié (Fernsehfilm)
- 2018–2025: Alexandra Ehle (Fernsehserie, 13 Folgen)
- 2020: Réunions (Fernsehserie, 6 Folgen)
- 2020: Grand Hotel (Fernsehserie, 7 Folgen)
- 2021: Crimes parfaits (Fernsehserie, 1 Folge)
- 2023: Ein Glücksfall (Coup de chance)
- 2024: Those About to Die (Fernsehserie, 10 Folgen)